# Museo del Ferrocarril de Winnipeg
El Museo del Ferrocarril de Winnipeg (Winnipeg Railway Museum en inglés) es una organización sin ánimo de lucro canadiense operada por voluntarios de la Midwestern Rail Association.

## Descripción
Su objetivo es preservar y promocionar la herencia ferroviaria de las regiones entre Lakehead y Rockies y entre Saint Paul (Minnesota) y la bahía de Hudson. El museo está localizado en las vías 1 y 2 de la Estación de la Unión en Winnipeg (Canadá). El museo está dedicado a la historia y desarrollo del ferrocarril en el oeste de Canadá. Entre la colección se encuentra la "Duquesa de Dufferin" (Countess of Dufferin), la primera locomotora de las praderas canadienses, diversos automotores de la época, la historia y los artilugios utilizados en la construcción del ferrocarril de la bahía de Hudson hasta Churchill (Manitoba), informes técnicos, etc.